# Acerodon humilis
Acerodon humilis é uma espécie de morcego da família Pteropodidae.
Endêmica da Indonésia, onde é encontrada apenas nas ilhas de Salebabu e Karekaleng, do grupos das Ilhas Talaud.